# 易卜拉欣·侯赛因
易卜拉欣·阿尔·侯赛因（1988年9月23日—）是叙利亚残疾人游泳暨铁人三项运动员，现居希腊。他曾以难民身份参加里约、东京及巴黎残奥会，未获得奖牌。

## 生平
侯赛因1988年生于叙利亚代尔祖尔的一个运动世家，父亲是游泳教练，曾获得两枚亚锦赛银牌。年少时他就在幼发拉底河一带游泳。15岁时，他在家观看雅典奥运会，并希望能代表叙利亚出征奥运会。
惟在2012年，叙利亚内战的战火已蔓延至侯赛因的故乡。是年10月2日，侯赛因在对某中枪好友施救时，突遭炸弹炸断右小腿，另有三人受伤。为医治腿伤，侯赛因2013年逃往土耳其求医问药，2014年2月流亡希腊。期间，侯赛因一直在寻求愿意接纳他的俱乐部。同年5月，他得以加盟某轮椅篮球队，后在雅典奥林匹克水上运动中心练习游泳。2015年，侯赛因获得难民身份。及后，他参加希腊游泳锦标赛，获得一金一银。
2016年，应联合国难民署邀请，他参加了里约奥运会希腊境内的火炬传递。不久，他获邀以独立身份出赛里约残奥会，并擎残奥会旗出席开幕式。他参加了50米自由泳和100米自由泳S9级比赛，惟因准备不足而在预赛败北。同年，侯赛因获颁黄年代成就奖。
2021年6月，侯赛因入选东京残奥会难民代表团，该六人代表团以美国原残疾人游泳运动员伊莱亚娜·罗德里格斯为团长。他参加了100米蛙泳SB8级和50米自由泳S9级比赛，前者因犯规被取消资格，后者以30秒27触边，是为个人最佳成绩。
2024年，侯赛因入选巴黎残奥会难民代表团，期间参加男子铁人三项PTS3级比赛，最终以1小时12分36秒名列第六。